# ジホモ-γ-リノレン酸

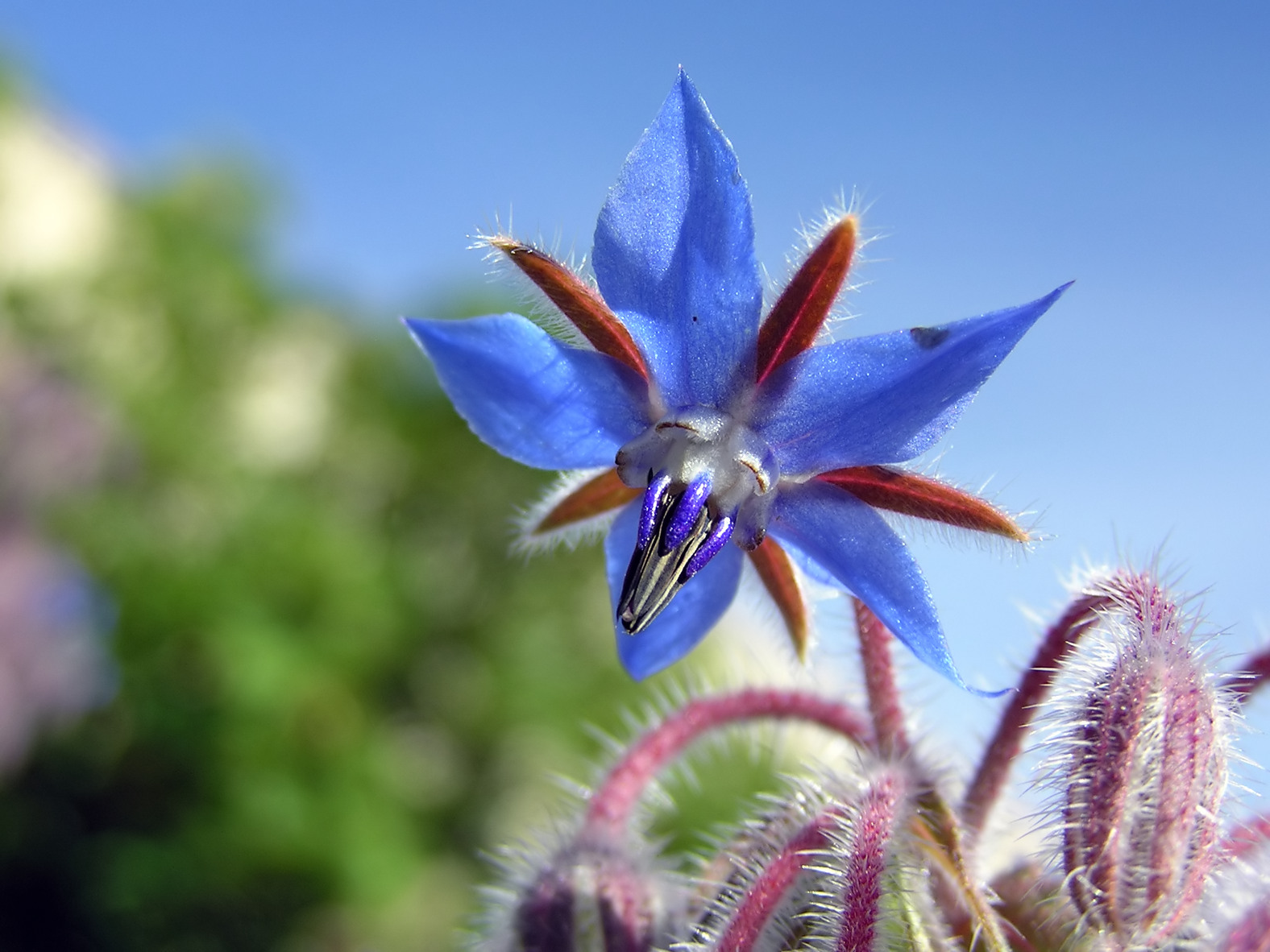
ハナニラは前駆体のγ-リノレン酸を豊富に含む

必須脂肪酸の代謝経路とエイコサノイドの形成

ジホモ-γ-リノレン酸（ジホモ-ガンマ-リノレンさん、Dihomo-gamma-linolenic acid、DGLA）は炭素 20 個からなるω-6脂肪酸である。20:3 (n−6) とも表記される。化学的には、DGLA は 20 の炭素原子と 3 つのシス結合の二重結合を持つカルボン酸であり、1 つめの二重結合はω末端から数えて 6 番めの炭素原子にある。DGLA はγ-リノレン酸（18:3 (n−6)）を伸長することによって得られる。

## 生理活性
DGLAのエイコサノイド代謝物には次のようなものがある。
- トロンボキサン：シクロオキシゲナーゼ1および2経路から
- プロスタノイド：シクロオキシゲナーゼ1および2経路から[1]
- アラキドン酸からのロイコトリエンの生成を阻害する、15の水酸基を持つ誘導体[2]

これらは全て、抗炎症性の効果をもち、アラキドン酸から生成するアナログとは対照的な効果を持つ。抗炎症性のエイコサノイドを作るだけではなく、DGLAはシクロオキシゲナーゼやリポキシゲナーゼに対してアラキドン酸と競合し、アラキドン酸由来のエイコサノイドの生成を抑制する。
少量を経口摂取すると、抗血栓症効果を見せる。γ-リノレン酸を日常的に摂取することにより、血清中のアラキドン酸濃度を増やさずにDGLAの濃度を増やすことができると主張されているものの、現代では、リノール酸からγ-リノレン酸、ジホモ-γ-リノレン酸を経て、炎症性の誘導体の原料となるアラキドン酸に変換されるω-6脂肪酸の摂取が過剰であるとされている。